# Cachoeirinha (Pernambuco)
Cachoeirinha è un comune del Brasile nello Stato del Pernambuco, parte della mesoregione dell'Agreste Pernambucano e della microregione della Vale do Ipojuca.